# Grünlaubsänger
Der Grünlaubsänger (Phylloscopus trochiloides) ist ein kleiner Singvogel aus der Familie der Laubsängerartigen (Phylloscopidae). Er bewohnt die mittlere und südliche Taiga sowie Mischwälder vom östlichen Mitteleuropa bis zum Pazifik und außerdem montane Nadelwälder der zentralasiatischen Hochgebirge. Grünlaubsänger sind Langstreckenzieher und überwintern in Indien. Die Art hat ihr Areal in den letzten Jahrzehnten stark nach Westen ausgedehnt, die Westgrenze der Verbreitung verläuft zurzeit durch Mecklenburg-Vorpommern.

## Beschreibung

### Aussehen
Beide Geschlechter sehen gleich aus. Die Art erinnert im Aussehen an den Waldlaubsänger, ist aber ein wenig kleiner und wesentlich untersetzter. Der Rücken ist olivgrün, die Bauchseite grauweiß. Der Augenstreif ist dunkel, darüber verläuft ein langer gelber Überaugenstreif, der fast bis zum Hinterkopf reicht, oft am Ende verbreitert und nach oben gebogen. Die Beine sind braun, im Unterschied zum ähnlichen Wanderlaubsänger (Phylloscopus borealis), der hellere, goldgelbe Beine hat. Der Unterschnabel ist heller als der Oberschnabel. Grünlaubsänger haben einen kleinen, weißen Flügelstreif, der oft kaum zu sehen ist. Die Vögel werden ungefähr 10 Zentimeter lang, bei einer Flügelspannweite von 15 bis 21 Zentimetern. Sie erreichen ein Gewicht von etwa 8 Gramm.

### Gesang
Der Ruf ist ein meist deutlich zweisilbiges „zli-wit“ und ähnelt den Rufen der Bachstelze. Der Gesang ist hoch und durchdringend; er besteht aus einer kurzen, etwas abgehackten Strophe mit einer kurzen Pause in der Mitte und erinnert manchmal an den Gesang des Zaunkönigs oder auch der Tannenmeise.

## Lebensraum
Lockere Laub-, Misch- oder Nadelwälder, Gehölze, Baumpflanzungen, auch in Parks und Gärten. Er lebt verborgen und hält sich zumeist in Baumkronen auf.

## Nahrung
Die Nahrung besteht aus kleinen Insekten, Spinnen und Weichtieren.

## Brut
Der Grünlaubsänger brütet ein Gelege im Jahr aus. Das Nest wird, wie bei anderen Laubsängern, auf dem Boden oder in Sträuchern in Bodennähe gebaut. Es hat Kugelform mit der Öffnung von der Seite und besteht aus Moos, Zweigen und Blättern.

## Unterarten
Es sind vier Unterarten bekannt:
- Phylloscopus trochiloides viridanus Blyth, 1843 ist vom östlichen Europa bis ins zentrale Sibirien und nordwestliche China verbreitet.
- Phylloscopus trochiloides ludlowi Whistler, 1931 kommt im nördlichen Pakistan bis ins nordwestliche Gebiet des Himalayas vor.
- Phylloscopus trochiloides trochiloides (Sundevall, 1837) ist vom zentralen und östlichen Himalaya bis ins südliche zentrale China verbreitet.
- Phylloscopus trochiloides obscuratus Stresemann, 1929 kommt in Zentralchina vor.

## Status
Aufgrund des sehr großen Verbreitungsgebiets und einer globalen Bestandszunahme wird die Art von der IUCN als nicht gefährdet (least concern) eingestuft.

## Besonderheit

Verbreitung des Grünlaubsängers:
Brutgebiete
Migration
Überwinterungsgebiete

Bei der Beobachtung der Grünlaubsänger-Population in Westasien wurde eine allopatrische Artbildung dokumentiert: Zwei Grünlaubsänger-Populationen am östlichen Rand der Tibetischen Hochebene können sich nicht miteinander kreuzen, bilden aber aufgrund eines schmalen Bandes gemeinsamen Lebensraumes zusammen mit anderen Unterarten rund um Tibet und Himalaya eine sogenannte Ringspezies.